# 아지노모도농심푸즈
아지노모도농심푸즈(일본어: 味の素農心フーズ株式会社 아지노모토농심푸즈 가부시키가이샤[*], 영어: Ajinomoto NongShim Foods)는 대한민국의 식품회사이다.

## 연혁
- 2017년 12월 대한민국 농심과 합작회사 제휴
- 2018년 1월 포승공장 착공
- 2018년 3월 아지노모도농심푸즈 설립
- 2019년 3월 포승공장 준공